# Giovanni Giocondo
Ne doit pas être confondu avec Fra Giovanni da Verona.

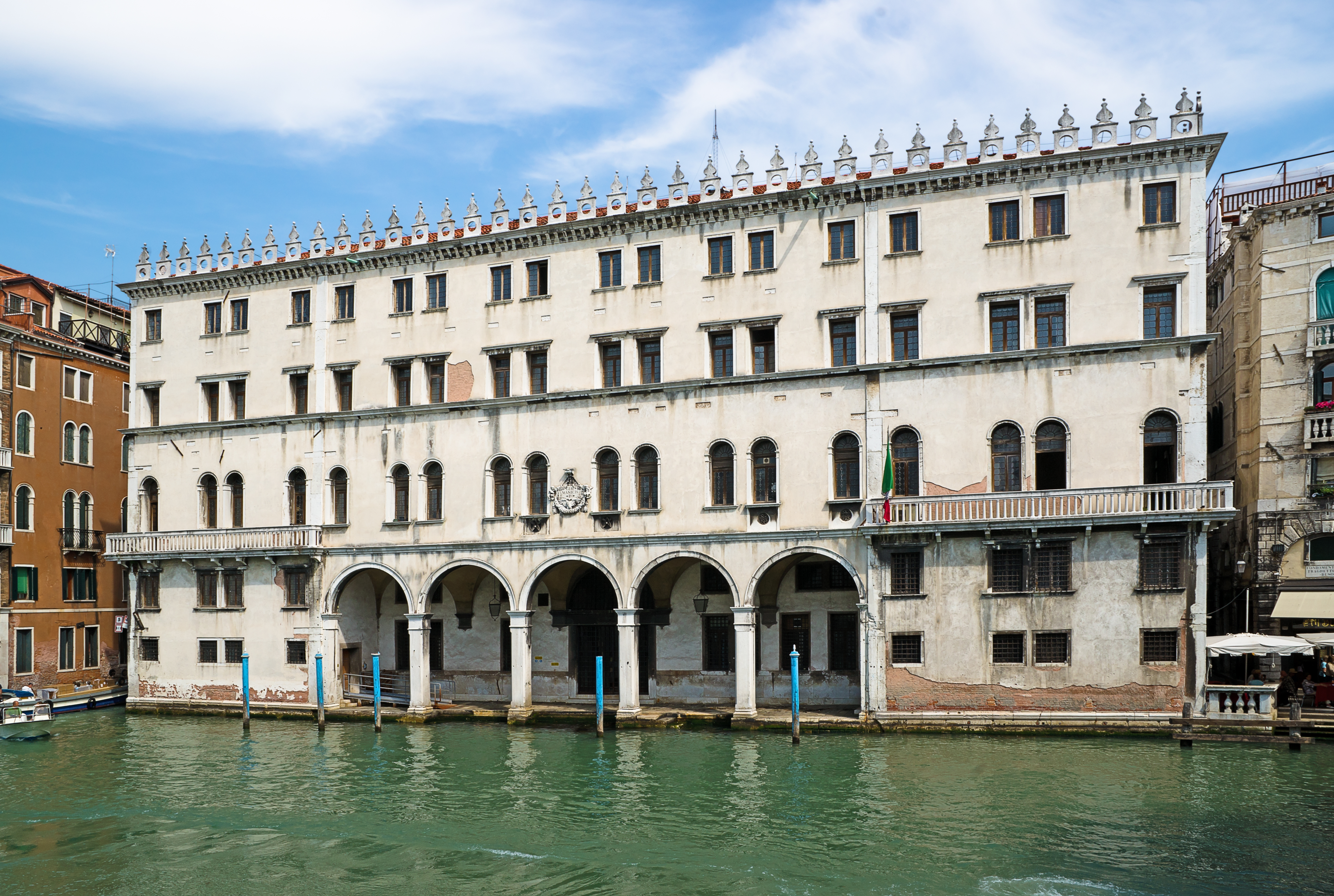
Fontego dei Tedeschi, à Venise œuvre de Giovanni Giocondo

Fra Giovanni Giocondo ou Fra'Iacando (vers 1433, Vérone - vers 1515) est un architecte, antiquaire, archéologue et érudit italien surtout connu pour avoir édité l'une des premières versions imprimées du De Architectura de Vitruve.

## Biographie
En 1472, Giovanni Giocondo prépara la première édition des agronomes latins, un volume intitulé Libri de re rustica.
En 1495, il entra au service du roi de France Charles VIII. Il est alors un vieux dominicain de plus de 60 ans, connu aussi par son nom français Jean Joconde. Il vécut une dizaine d'années en France, au château d'Amboise (avec ses fontaines et jardins) et à Paris où il donnait des cours sur Vitruve. Il était l'architecte du Pont Notre-Dame .
Il apporte son concours à la réalisation de plusieurs bâtiments en France :
- en 1502, il intervient sur la réalisation de la Grand'Chambre ou Chambre dorée, du parlement de Paris, détruite en 1871[5],
- en 1504, il donne les plans du nouvel hôtel de la Chambre des comptes dans le palais de la Cité, à Paris,
- il reconstruit le pont Notre-Dame de Paris, en 1507[6]
- il travaille à Amboise, au château, à l'hôtel Joyeuse[7] et probablement à Château-Gaillard (Amboise),
- il est peut-être intervenu en 1506, au château de Gaillon (France, Eure), à la demande du cardinal rouennais Georges d'Amboise.

La république de Venise le chargea en 1509 de concevoir le système défensif de la place forte de Padoue. Il fit ouvrir les enceintes médiévales et entourer la ville d'un large fossé qu'on pouvait contrôler par des tirs croisés depuis des batteries postées sur des plates-formes avancées de part et d'autre du fossé. Constatant que leurs canons avaient peu d'effet sur ces ouvrages bas, les Français et leurs alliés entreprirent une série d'assauts aussi sanglants que vains, puis durent se replier.
En 1511, il publia la première édition illustrée du De architectura de Vitruve.